# 红笋螺
红笋螺（学名：Terebra dimidiata）是新腹足目笋螺科笋螺属的一种。主要分布于马来西亚、印度尼西亚、中国大陆、台湾，常栖息在浅海砂底、低潮线至水深数米。